# Szűcs István (politikus, 1935–2014)
Szűcs István (Battonya, 1935. február 14. – 2014. augusztus 19. előtt) vegyészmérnök, politikus, az MDF tagja, országgyűlési képviselő (1990–1992), helyettes államtitkár.

## Élete
1956-ban a Veszprém Megyei Forradalmi Tanács tagja volt, emiatt a Szovjetunióba deportálták, és kizárták az ország összes egyeteméről. Diplomáját végül 1963-ban szerezhette meg a Veszprémi Vegyipari Egyetemen, 1972-bent petrolkémiai szakmérnök oklevelet szerzett. 1973-ban egyetemi doktori címet szerzett.
1957–58-ban a Festékgyár segédmunkatársa volt, 1958–59-ben a Tűzállóanyaggyár segédmunkása, majd főművezetője volt. 1959 és 1964 között a Magyar Ásványolaj- és Földgázkísérleti Intézet tudományos segédmunkatársa, majd 1963-tól munkatársaként dolgozott. 1964 és 1974 között a Dunai Kőolajipari Vállalat fődiszpécsere, üzemvezetője, üzemcsoport-vezetője volt. 1974 és 1990 között az Olajterv technológiai tervezője, osztályvezető, 1988-tól létesítményi főmérnök volt. 1994 és 1998 között ugyanitt ismét szakági főmérnökként tevékenykedett.
Az MDF-nek 1988-tó volt tagja. A százhalombattai szervezet alapító-elnöke volt. 1989–90-ben az MDF országos választmányának tagjaként, majd ügyvezetőjeként tevékenykedett. 1990-ben a Pest megyei területi listáról került be a parlamentbe, az Országgyűlés gazdasági bizottságának 1992 végéig volt előbb titkára, majd alelnöke. 1992. december 31-ével lemondott képviselői mandátumáról. 1993-1994-ben az Ipari és Kereskedelmi Minisztérium energetikai ügyekkel foglalkozó helyettes államtitkára volt.
1988-tól a Bajcsy-Zsilinszky Társaság tagja volt.

## Díjai
- a Magyar Köztársasági Érdemrend középkeresztje (1994)